# Aeropuerto de Araracuara
Aeropuerto de La Araracuara (IATA: ACR, OACI: SKAC) es un aeropuerto de carácter regional que le brinda servicio a la población de Araracuara en jurisdicción del municipio de Solano en Caquetá (Colombia) y al área no municipalizada de Puerto Santander (Amazonas). Se encuentra ubicado en la confluencia de los ríos Yarí y Caquetá. Atiende también a varias comunidades indígenas asentadas a lo largo de la ribera del río Caquetá y permite el acceso al Parque nacional natural Sierra de Chiribiquete.

## Historia
La pista del aeropuerto de Araracuara fue construida en los años 1950 por la antigua Empresa Colombiana de Aeródromos -ECA-, como punto intermedio en la ruta entre Bogotá y Leticia. Los trabajos fueron ejecutados por reclusos de la colonia penal ubicada en aquel sitio, quienes labraron el terreno rocoso para dar forma a una pista de 1270 metros de longitud. Las obras fueron dirigidas por el ingeniero de la ECA, Humberto Tehelén en el tiempo en que la penitenciaría estuvo bajo el mando del Mayor Alfredo Castilla. Después de la supresión de la colonia penal, la pista siguió utilizándose para abastecer la Base Militar del Ejército Nacional en esa localidad.

## Destinos
- Satena
  - Florencia / Aeropuerto Gustavo Artunduaga
  - La Chorrera / Aeropuerto de La Chorrera
  - Leticia / Aeropuerto Internacional Alfredo Vásquez Cobo (vía LCR)

## Incidentes
El 17 de octubre de 1964 ocurrió el único incidente que ha tenido lugar en cercanías del aeropuerto de Araracuara. Se trató de un avión Curtiss C-46 de matrícula HK-520 afiliado a Taxi Aéreo Opita - TAO, que realizaba un vuelo entre Bogotá y Leticia. La aeronave debió efectuar un aterrizaje de emergencia sin pérdidas humanas, aunque fue declarada como pérdida total, siendo abandonada en ese lugar.